# Jindřich Rezek
Jindřich Rezek (1884. január 31. – 1940. augusztus 14.) cseh válogatott labdarúgó.
Játszott a magyar válogatott történetének második hivatalos mérkőzésén, ő szerezte a mérkőzés első gólját. (Végül Magyarország győzött 2– 1-re.)